# Darja Sergejewna Wedenina
Darja Sergejewna Wedenina (russisch Дарья Сергеевна Веденина, geboren Godowanitschenko/Годованиче́нко; * 26. Januar 1991 in Solikamsk, Region Perm) ist eine ehemalige russische Skilangläuferin.

## Werdegang
Wedenina startete im November 2008 in Werschina Tjoi erstmals im Eastern-Europe Cup. Dabei belegte sie im Sprint die Plätze acht und vier. Im Februar 2009 gewann er beim Europäischen Olympischen Winter-Jugendfestival 2009 in Szczyrk die Goldmedaille im Sprint. Ihr erstes Weltcuprennen lief sie zu Beginn der Saison 2010/11 in Kuusamo, welches sie auf dem 37. Platz im Sprint beendete. Im weiteren Saisonverlauf erreichte sie mit zwei dritten Plätzen ihre ersten Podestplatzierungen im Eastern-Europe Cup. In der Saison 2011/12 kam sie im Eastern-Europe Cup dreimal unter die ersten Zehn, darunter zwei dritte Plätze und errang damit den achten Platz in der Gesamtwertung. Zu Beginn der Saison 2012/13 holte sie im Sprint in Werschina Tjoi ihren ersten Sieg im Eastern-Europe Cup. Im weiteren Saisonverlauf gewann sie mit Platz 14 im Sprint in Canmore und Platz 26 im Sprint in Sotschi ihre ersten Weltcuppunkte. Im Februar 2013 siegte sie beim Eastern-Europe Cup im Sprint in Moskau und belegte zum Saisonende den dritten Platz in der Gesamtwertung des Eastern-Europe Cups. Zu Beginn der Saison 2013/14 holte sie im Sprint in Krasnogorsk ihren dritten Sieg im Eastern-Europe Cup. Im März 2014 wurde sie russische Meisterin Sprint. Nach zwei zweiten Plätzen im Sprint beim Eastern-Europe Cup in Werschina Tjoi zu Beginn der Saison 2015/16, errang sie zweimal den zweiten Platz und holte in Minsk zwei Siege. Im Weltcup kam sie bei acht Teilnahmen, fünfmal in die Punkteränge. Ihre beste Platzierung dabei war 20. Platz über 5 km klassisch in Falun. Die Saison beendete sie auf dem zweiten Platz in der Gesamtwertung des Eastern-Europe Cups. Letztmals im Weltcup startete sie zu Beginn der Saison 2016/17 beim Ruka Triple, wobei sie den 47. Platz errang.

## Siege bei Continental-Cup-Rennen
| Nr. | Datum             | Ort            | Disziplin        | Serie              |
| --- | ----------------- | -------------- | ---------------- | ------------------ |
| 1.  | 23. November 2012 | Werschina Tjoi | Sprint klassisch | Eastern Europe Cup |
| 2.  | 9. Februar 2013   | Moskau         | Sprint Freistil  | Eastern Europe Cup |
| 3.  | 23. Dezember 2013 | Krasnogorsk    | Sprint Freistil  | Eastern Europe Cup |
| 4.  | 15. Januar 2016   | Minsk          | 5 km klassisch   | Eastern Europe Cup |
| 5.  | 17. Januar 2016   | Minsk          | 10 km Skiathlon  | Eastern Europe Cup |